# Stanton Prior
Stanton Prior är en by i civil parish Marksbury, i distriktet Bath and North East Somerset, i grevskapet Somerset, i England. Byn är belägen 8 km från Bath. Stanton Prior var en civil parish fram till 1933 när blev den en del av Marksbury. Civil parish hade 85 invånare år 1931. Byn nämndes i Domedagsboken (Domesday Book) år 1086, och kallades då Stantone/Stantona.